# Beintza-Labaien
Beintza-Labaien település Spanyolországban, Navarra autonóm közösségben. Beintza-Labaien Goizueta, Zubieta, Ituren, Urrotz, Ultzama, Basaburua, Saldías és Eratsun községekkel határos. Lakosainak száma 217 fő (2024).

## Népesség
A település népessége az elmúlt években az alábbi módon változott:
| Lakosok száma | 291  | 264  | 258  | 253  | 242  | 234  | 232  | 220  | 213  | 217  |
|               | 2001 | 2004 | 2007 | 2009 | 2012 | 2014 | 2017 | 2019 | 2022 | 2024 |